# Mycena polygramma
Mycena polygramma (Bull.) Gray, A Natural Arrangement of British Plants (London) 1: 619 (1821).
La Mycena polygramma (Bull.: Fr.) Gray, così chiamata per le striature longitudinali sul gambo, è un esile e piccolo fungo assai comune.

## Descrizione della specie
Cappello 
Da 2 a 5 cm, di colore grigio tortora più o meno scuro da conico a quasi piano, umbonato, trasparente tanto da mostrare le lamelle ed apparire fortemente striato, inizialmente pruinoso.
 Lamelle 
Da bianche a crema grigiastro appena rosate, con macchie brunastre a maturità, tendenzialmente adnate.
 Gambo 
Dall'aspetto ceraceo, grigio caldo, finemente decorato da fitte striature biancastro-grigio in senso lungitudinale, caratteristica da cui assume il nome. Sottile e slanciato può raggiungere anche i 20 cm con un diametro di qualche millimetro, sorprendentemente poco fragile.
 Carne 
Grigiastra, assai sottile con odore di rapa misto a fungo.
 Spore 

## Habitat
Molto comune su legno e foglie in decomposizione, spesso in gruppi di numerosi esemplari.

## Commestibilità
Di nessun valore alimentare.

## Sinonimi e binomi obsoleti
- Agaricus polygrammus Bull., Herb. Fr. (1789)
- Mycena polygramma f. candida J.E. Lange, (1936)
- Mycena polygramma f. pumila J.E. Lange, (1914)